# Крогулець

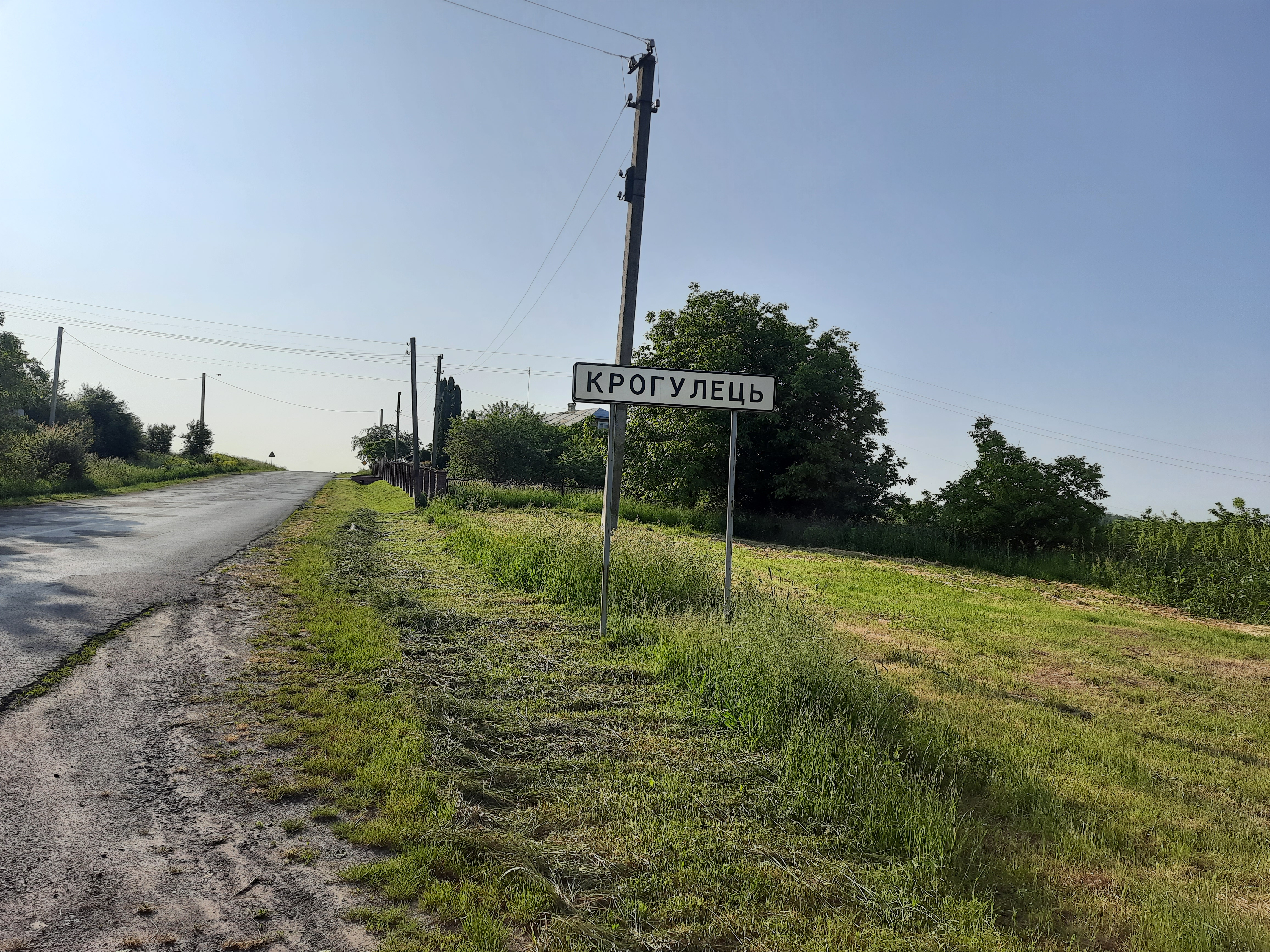
Дорожній знак при в'їзді в село

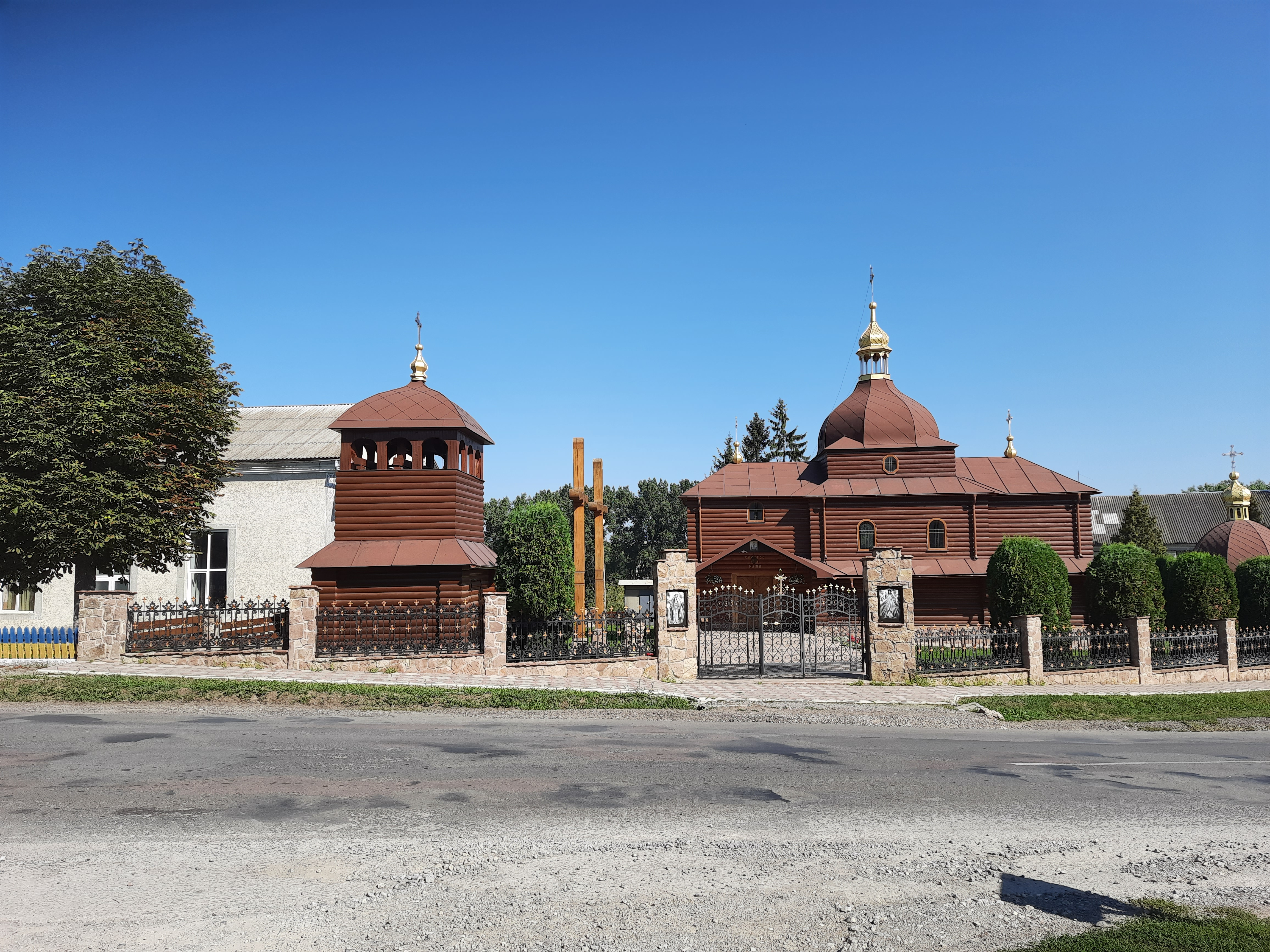
Церква Св'ятої Параскеви XVIII ст

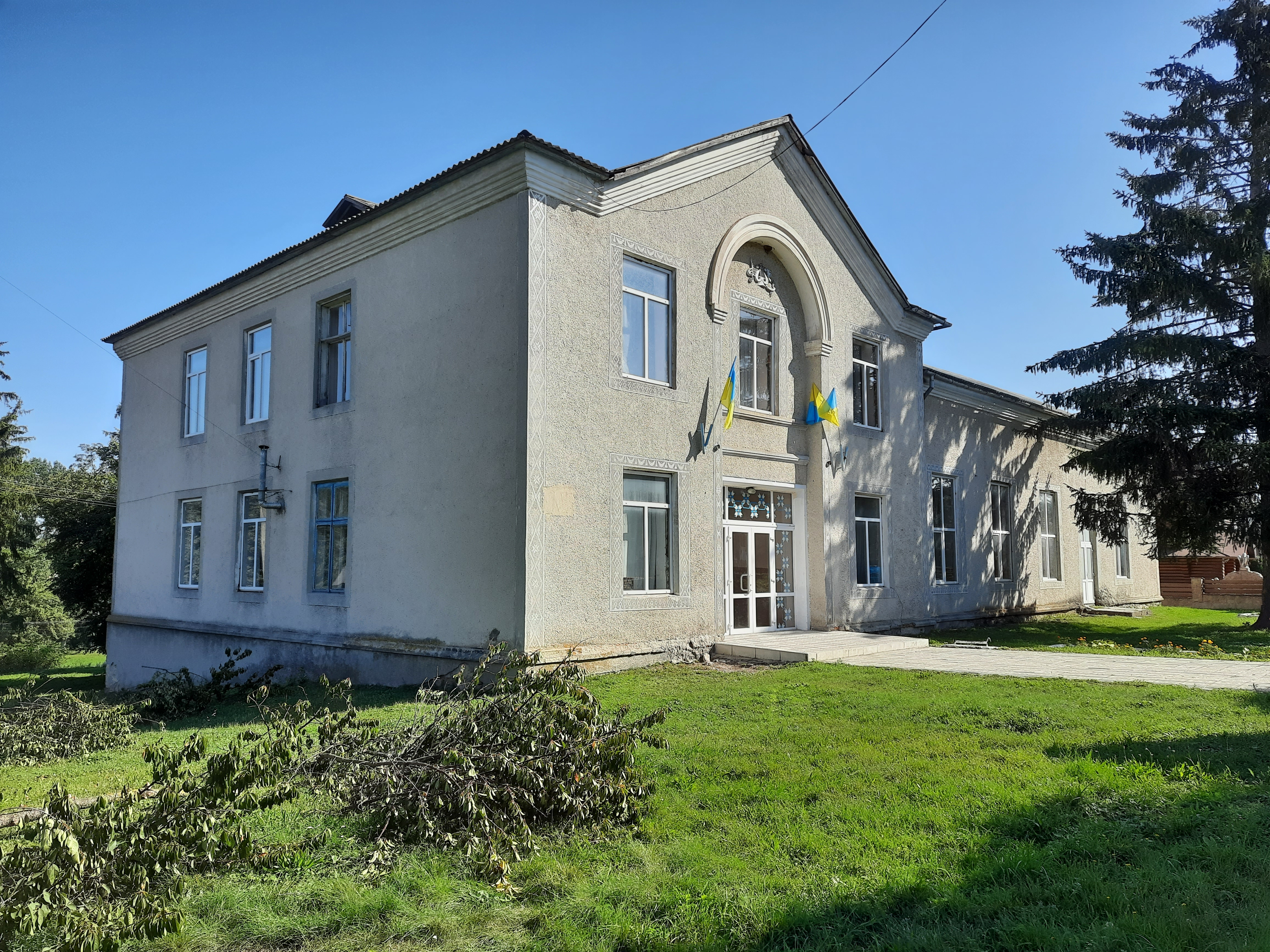
Будинок культури

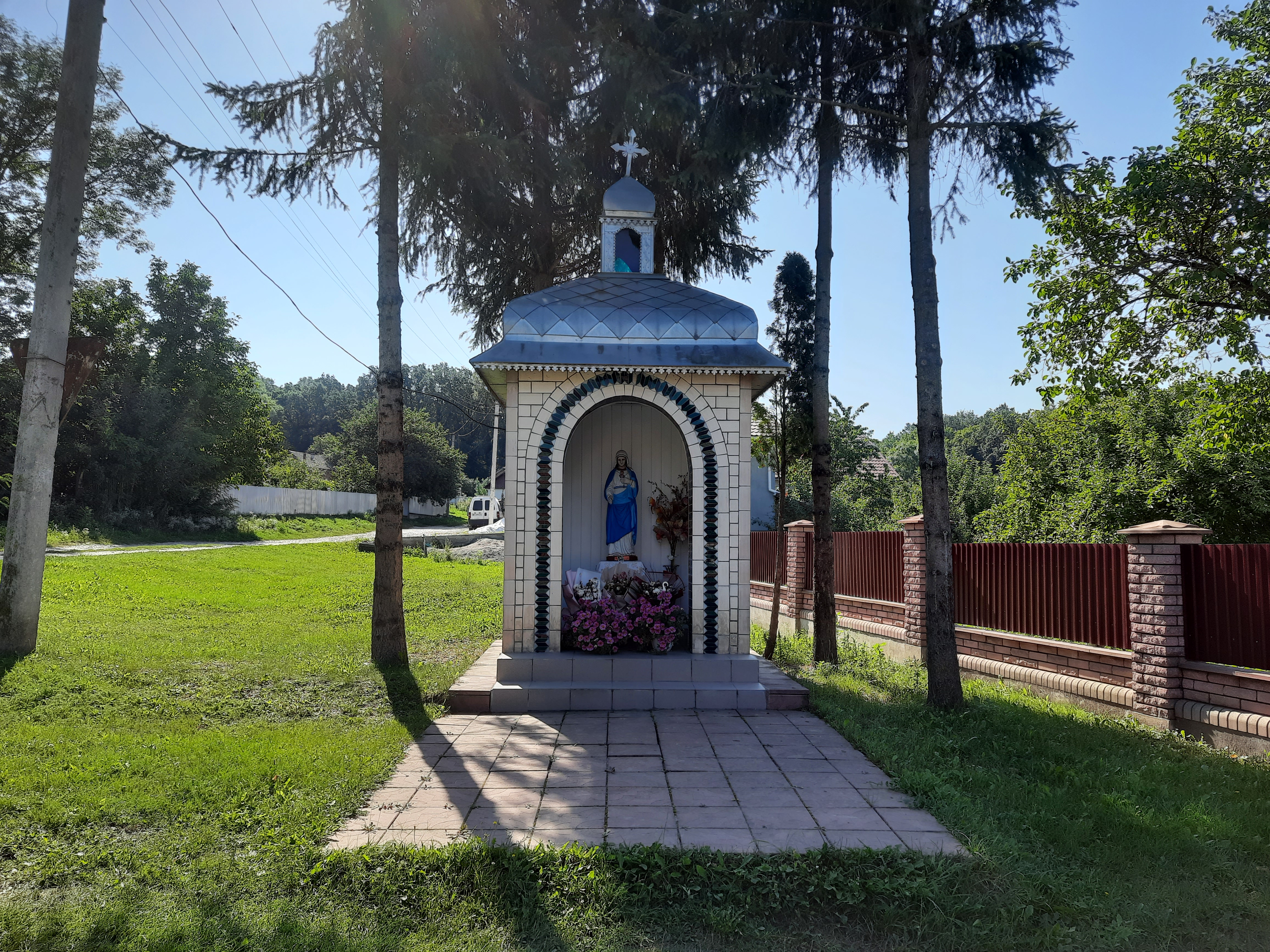
Капличка

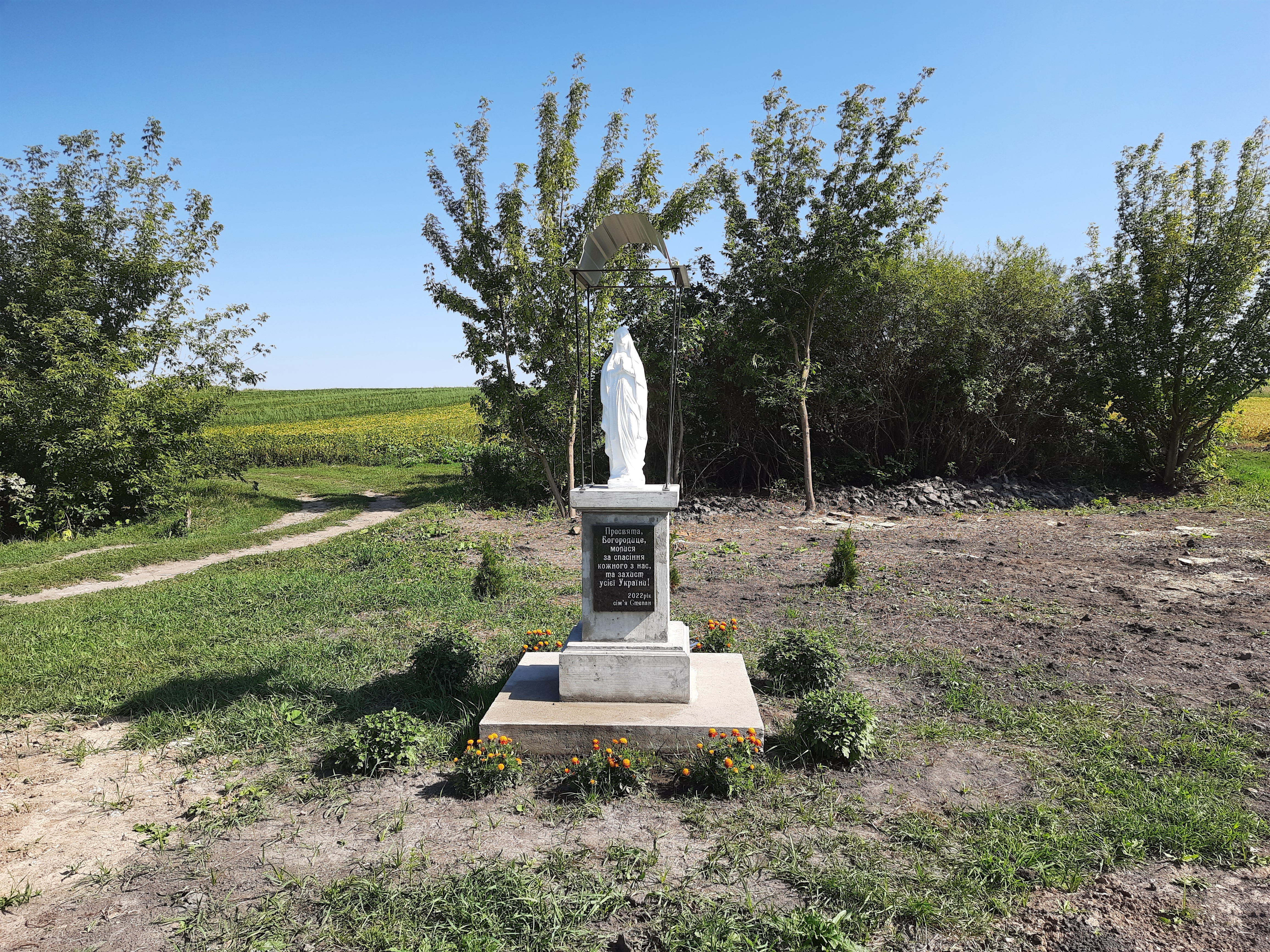
Статуя Божої Матері на околиці села

Кро́гулець (давніше: Крегулець) — село в Україні, у Васильковецькій сільській громаді Чортківського району Тернопільської області. До 2015 адміністративний центр колишньої Крогулецької сільської ради.

## Географія
Розташоване у верхів'ї р. Нічлава (ліва притока Дністра) на берегах одного з її витоків, за 15 км від районного центру, залізнична станція на лінії Копичинці–Ярмолинці. Через Крогулець пролягає автошлях Гусятин–Копичинці.
Територія — 4,71 кв. км. Дворів — 257 (2014).

### Адміністративне підпорядкування
- Хорватське племінне об'єднання (8—10 ст.),
- Київська Русь (10—11 ст.),
- Теребовлянське князівство (1084—1141),
- Теребовлянська земля Галицького князівства (1141—1199),
- Галицько-Волинське князівство (1199—1349),
- Подільське князівство (1363—1404),
- Скальський округ (кін. 14 ст.),
- Велике князівство Литовське (1404—1434),
- Королівство Польське (1434—1569),
- Перша Річ Посполита (1569—1672),
- Османська імперія (1672—1699),
- Перша Річ Посполита (1700—1772),[1]
- Габсбурзька монархія, Австрійська імперія, Австро-Угорщина (1772—1810, 1815—1915, 1917—1918),
  - Село громада Крогулець деканат Крогулець циркулу Заліщики Австрійської імперії (за Йосифинською метрикою — 1785—1788),
  - Гміна Крогулець Циркул Чортків Австрійської імперії (за Францисканською метрикою — 1815—1854),
  - Гміна Крогулець Гусятинського повіту Австро-Угорщини (1863—1914),
- Російська імперія (1810—1815),
- Російська імперія (1915—1917),
- Тернопільської військової области ЗУНР (1918—1919),
- Друга Польська Республіка (1920——1939),
  - Гміна Васильківці Копичинецького повіту Тернопільського воєводства Друга Польська Республіка (1921—1939),
- Крогулецька сільська рада Гусятинського району Тернопільської области УРСР (СРСР) (1939—1941),
- Крайсгауптманшафт Чортків (1941—1944),
- Крогулецька сільська рада Тернопільської області
  - Гусятинського (1944—1959), Копичинецького (1960—1963), Чортківського (1963—1965), Гусятинського (1965—1991) району УРСР (1944—1991)
  - Гусятинського району (1991—2015) України
- Васильковецька сільська територіальна громада
  - Гусятинського району (2015—2020) Тернопільської области України,
  - Чортківського району (від липня 2020) Тернопільської области України.

## Топоніміка
Назва поселення вказує, що за номінацією утворення воно могло виникнути від прикметник круглий, в значення округлий. Тобто воно відображає особливість тополандшафту навколишньої території, на якому розміщене село. Це навколишня територія населеного пункту, яка знаходиться на поверхні округлої форми.

## Історія

Мешканці Крогулець у святковому одязі (початок XX ст.)

### Давні часи
У селі виявлено старожитності трипільської, омарівської, голіградської, черняхівської та ранніх слов'ян культур.

### Середньовіччя, Новий Час
3 березня 1578 р. король Стефан Баторій надає Станіславу Копичинському привілей на заснування містечка на німецькому (тевтонському) праві на своєму ґрунті, що по-простому зветься Крогулець та знаходиться на річці Нічлаві та біля лісу Вісєнча.
У XVIII—XIX ст. — село у власності Городиських.
1884 р. прокладено залізницю з Чорткова до Гусятина.

### XX століття
В 1905 р. відбувся селянський страйк, який влада придушила за допомогою війська.
У 1940 р. органи НКВС заарештували і знищили членів місцевого осередку ОУН — Теодора Антонюка (1921–1941), Михайла Мальського (1920–1941), Василя Парастюка (1922–1941), Івана Процишина (1910–1941), Василя Рога (1918–1941), Дмитра Родича (1919–1941).
Від 6 липня 1941 р. до 23 березня 1944 р. — під нацистською окупацією. В роки німецько-радянської війни до Червоної армії мобілізовано зі села 231 осіб, з них 64 не повернулися додому.
Понад 30 крогулівчан були репресовані під час національно-визвольної боротьби українського народу середини 20 ст. В УПА загинули: Ярослав Багрій (1914–1946), Іван Прокопишин («Ніч»; 1914–1946), Ярослав Прунько (1926–1946), Степан (1921–1946) і Теодозій (1927–1947) Роги, Василь (1918–1945) і Деонізій (1923–1945) Стефанці, Василь Чорній (“Хмара”; 1915–1946).

### Період Незалежности
З 24 липня 2015 року Крогулець належить до Васильковецької громади.
З 1 вересня 2017 року на платформі Кругулець зупиняється дизель-поїзд Тернопіль-Гусятин. Відправлення з Тернополя о 9.10.
12 червня 2020 року, відповідно до розпорядження Кабінету Міністрів України № 724-р «Про визначення адміністративних центрів та затвердження територій територіальних громад Тернопільської області» увійшло до складу Васильковецької територіальної громади.
19 липня 2020 року, в результаті адміністративно-територіальної реформи та ліквідації Гусятинського району, село увійшло до складу новоутвореного Чортківського району.

## Політика

### Парламентські вибори, 2019
На позачергових парламентських виборах 2019 року у селі функціонувала окрема виборча дільниця № 610231, розташована у приміщенні будинку культури.
Результати
- зареєстровано 628 виборців, явка 54,30%, найбільше голосів віддано за «Слугу народу» — 37,87%, за «Голос» — 9,76%, за Всеукраїнське об'єднання «Батьківщина» і Всеукраїнське об'єднання «Свобода» — по 9,47%.[9] В одномандатному окрузі найбільше голосів отримала Алла Стечишин (самовисування) — 39,33%, за Ігоря Сопеля (Слуга народу) — 19,51%, за Миколу Люшняка (самовисування) — 13,72%[10].

## Релігія
- церква святої великомучениці Параскеви П'ятниці з дзвіницею (18 ст., ПЦУ; дерев'яні; реконструйовані; пам'ятки архітектури національного значення),
- церква святого Володимира Великого (2008; УГКЦ),

У селі є каплиця.

## Пам'ятки
- Поселення Крогулець І (трипільська, голіградська, черняхівська та райковецька культури) — щойно виявлений об'єктів культурної спадщини, охоронний номер 1414;
- Поселення Крогулець II (голіградська та черняхівська культури) — щойно виявлений об'єктів культурної спадщини, охоронний номер 1415;
- Поселення Крогулець III (комарівсько-тшинецька, голіградська, черняхівська та райковецька культури) — щойно виявлений об'єктів культурної спадщини, охоронний номер 1416.

На південній околиці Крогульця росте дубовий ліс «Ріг».

## Пам'ятники

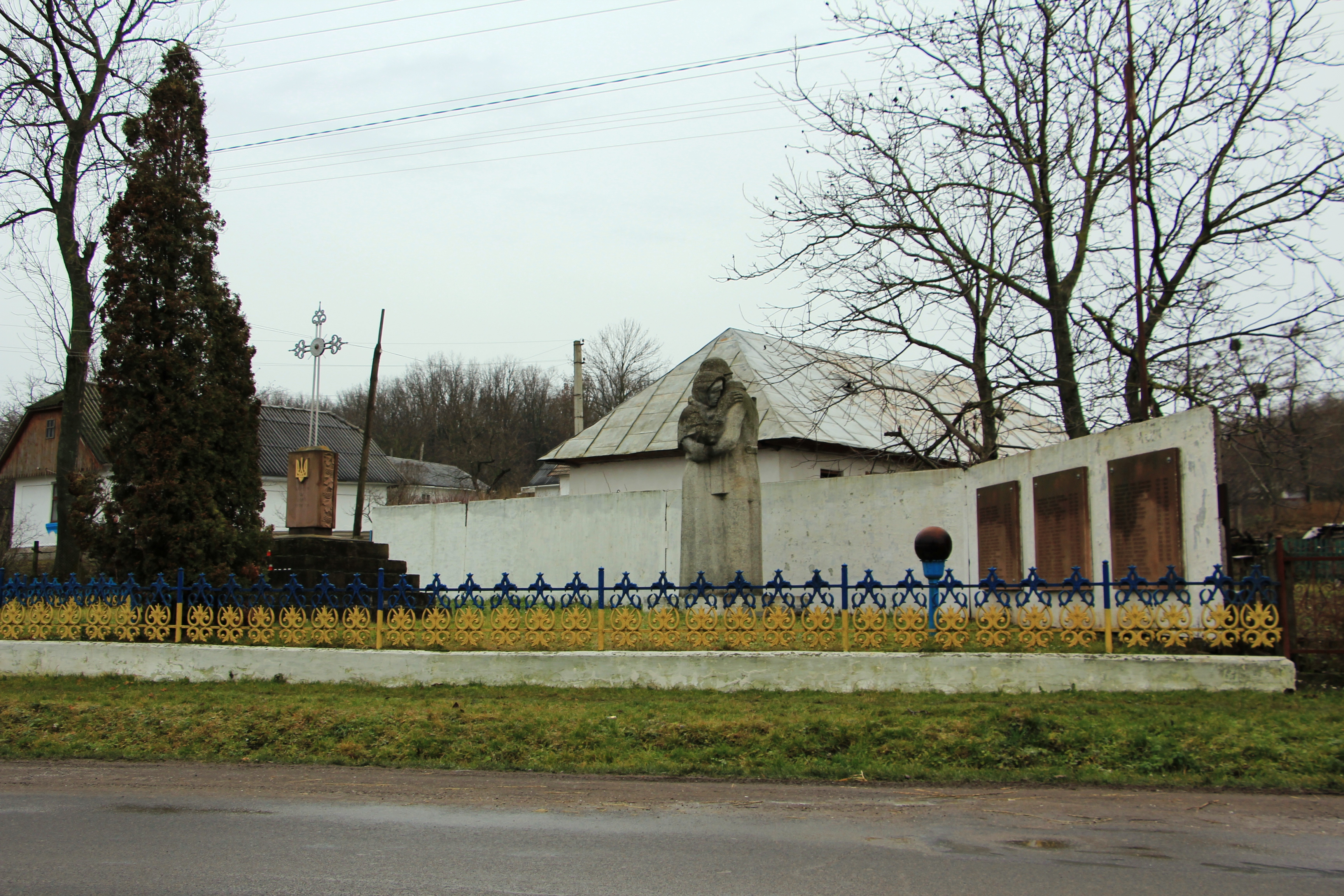
Пам'ятник Борцям за волю України

У 1991 році насипано символічну могилу Борцям за волю України.
Споруджено:
- пам'ятник воїнам-односельцям, полеглим у німецько-радянській війні (1965),
- пам'ятник-погруддя Богданові Лепкому (1992; скульптор В. Садовник).

Встановлено:
- пам'ятні хрести на честь скасування панщини,
- громадського руху 2-ї половини 19 ст. за тверезість,
- воякам УПА, Борцям за волю України,
- меморіальну таблицю на будинку, де у 1891—1901 рр. проживала родина Лепких (1991).

## Соціальна сфера

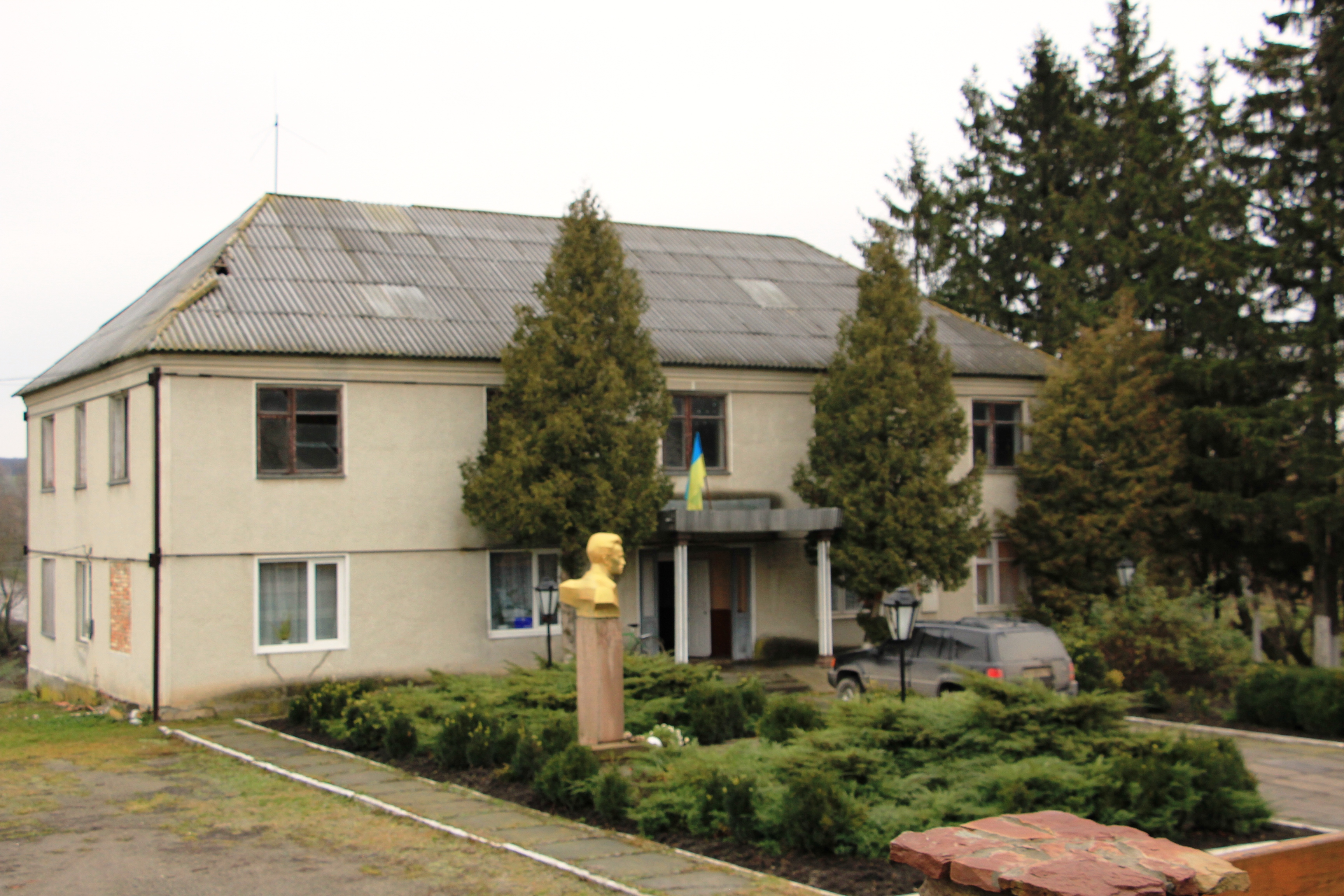
Колишня будівля сільської ради

Діяли філії товариств «Просвіта», «Луг», «Сільський господар», «Союз українок», Братство тверезості (за активної участі о. Ісидора Кисілевського (1848—1927), який із 1882 р. служив парохом у селі), кооператива.
Наприкінці 19 ст. збудовано приміщення для двокласної школи, де навчали українською мовою. У 1972 р. споруджено нову будівлю.
У 1948 р. організовано колгосп.
Діють школа, дитячий садочок, Будинок культури, бібліотека, літературно-меморіальний музей Б. Лепкого (1991) у місцевій школі, відділення зв'язку, фельдшерсько-акушерський пункт, три торгових заклади.

## Населення
Станом на 2014 у селі (разом з хутором Канал) проживала 891 особа.
| Чисельність населення, чол. | Чисельність населення, чол. |
| 2001                        | 2014                        |
| --------------------------- | --------------------------- |
| 869                         | 758                         |

### Мова
Розподіл населення за рідною мовою за даними перепису 2001 року:
| Мова       | Кількість | Відсоток |
| ---------- | --------- | -------- |
| українська | 865       | 99.54%   |
| російська  | 4         | 0.46%    |
| Усього     | 869       | 100%     |

## Відомі люди
Народилися
- Ярослава Волошин (нар. 1922) — педагог, громадська діячка в Канаді.
- Дарія Глібовицька (1863–1934) — співачка, піаністка, фольклористка.
- Омелян Глібовицький (1857—1905) — український греко-католицький священник, прозаїк, публіцист, громадський діяч[12].
- Богдан Гринюка (нар. 1990) — науковець, історик, археолог, краєзнавець, кандидат історичних наук.
- Орест Савка (нар. 1939) — режисер, актор, заслужений діяч мистецтв України.
- Володимир Стефанець (1964 р. н.) — редактор, публіцист, заслужений журналіст України.
- Микола Лепкий (1878—1945) — педагог, політичний і просвітницький діяч, прозаїк-документаліст.
- Богдан Кисілевський (1887–1957) — лікар, громадський діяч.
- Андрій Місяць (1977—2022) — лікар, організатор охорони здоров'я[13].

Перебували
- Лонгин Глібовицький (1848—1920) — адвокат, літератор, громадський діяч[14].
- о. Михайло Глібовицький[15] — священник та письменник.
- о. Сильвестр Лепкий (1845–1901), батько братів Лепких;
- Ігор Ґерета — археолог, краєзнавець, громадсько-політичний діяч.
- Федір Погребенник — доктор філологічних наук.
- Євген Прісовський — доктор філологічних наук.
- Роман Смик — доктор медицини, племінник Богдана Лепкого.
- Томаш Городиський — дідич села, польський політик (крайній консерватор)[16]

## У літературі
У 1936 році видано 1-шу частину трилогії Б. Лепкого «Казка мойого життя» — «Крегулець».
У 2019 році Богдан Гринюка видав книгу «Коцюбинці та Чагарі: історико-краєзнавчий нарис»..